# Parlerai di me
Parlerai di me è un album di Gianluca Capozzi prodotto nel 2005, composto da sole 2 tracce.

## Tracce
1. Parlerai di me
2. Nu poco 'e cchiù